# Epiplema labecula
Epiplema labecula är en fjärilsart som beskrevs av Swinhoe 1902. Epiplema labecula ingår i släktet Epiplema och familjen Uraniidae. Inga underarter finns listade i Catalogue of Life.